# Гудолл, Джон
Джон Гу́долл (англ. John Goodall; 19 июня 1863 — 20 мая 1942) — английский футболист и футбольный тренер. Наиболее известен как центрфорвард сборной Англии и клубов «Престон Норт Энд» и «Дерби Каунти», а также первый главный тренер в истории клуба «Уотфорд». Также играл в крикет за крикетный клуб Дербишира.

## Семья и ранние годы
Джон Гудолл родился в Вестминстере, Лондон, в семье шотландцев. Его отец был капралом в корпусе шотландских фузилёров. Младшая сестра Джона, Элизабет, родилась в Эдинбурге. Младший брат Джона, Арчибальд, родился в Белфасте и в дальнейшем стал футболистом, выступавшим за сборную Ирландии. Сам Джон играл за сборную Англии; таким образом, братья Гудоллы стали первыми братьями в истории, сыгравшими за две разные национальные сборные.
Вскоре после рождения Джона его родители перебрались в шотландский Килмарнок. После окончания школы Джон работал токарем по железу. Параллельно он начал играть в футбол, выступая за местные команды «Килмарнок Бернс» и «Килмарнок Атлетик», дебютировав в составе последней в 1880 году в возрасте 17 лет. В 1883 году перебрался в Англию, где играл за клуб «Грейт Ливер» из Болтона. В своей первой игре за клуб (против «Дерби Каунти») Гудолл забил 4 мяча.

## Клубная карьера
В 1885 году Джон Гудолл перешёл в клуб «Престон Норт Энд», председателем и главным тренером которого был майор Уильям Саделл. Саделл выступал за профессионализм в футболе и собрал в своей команде ряд талантливых футболистов из Шотландии. Так была сформирована одна из сильнейших английских команд того времени.
В сезоне 1885/86 Гудолл забил за «Престон Норт Энд» 50 голов в 56 матчах. В «Престоне» Гудолл сформировал эффективную связку с Джимми Россом. В 1888 году помог своему клубу дойти до финала Кубка Англии, в котором «Престон» уступил клубу «Вест Бромвич Альбион».
В 1888 году был основан регулярный чемпионат, который получил название Футбольной лиги Англии. Председатель «Престона» Уильям Саделл стал казначеем лиги. В первом сезоне этого турнира «Престон Норт Энд» не проиграл ни одного матча, став первым чемпионом Англии по футболу, а Гудолл, бывший капитаном той команды, стал лучшим бомбардиром чемпионата, забив в 21 матче 21 мяч. Также в том сезоне «Престон Норт Энд» вновь вышел в финал Кубка Англии, на этот раз одержав в нём победу, при этом не пропустив ни одного мяча по ходу турнира. Таким образом, команда выиграла «дубль» (чемпионат и кубок страны в одном сезоне), а также получила прозвище «Неуязвимые» (The Invincibles), так как не проиграла ни одного матча в том рекордном сезоне.
В мае 1889 года Гудолл перешёл в «Дерби Каунти». Сумма компенсации за трансфер Гудолла не разглашалась, однако частью сделки стала аренда паба в Дерби. В том же году в «Дерби Каунти» перешёл младший брат Джона, Арчи, который был хавбеком. Джон Гудолл становился лучшим бомбардиром «Дерби Каунти» в трёх сезонах подряд, с 1891 по 1893 год. С 1892 года Джон был наставником Стива Блумера, ставшего одним из лучших бомбардиров Футбольной лиги. Блумер впоследствии благодарил Гудолла за помощь и поддержку, особенно в начале его футбольной карьеры:
Гудолл проявлял ко мне огромный интерес ещё когда я был подростком. Он тренировал меня, добился моего перехода в «Дерби Каунти», играл вместе со мной и всегда давал мне ценные советы и рекомендации. Джонни Гудолл был прекрасным футболистом, превосходным капитаном и прирождённым джентльменом. Я не представлял, когда был весь этот шум от его перехода из «Престона», какое огромное влияние он впоследствии окажет на мою жизнь. Я всегда говорил, что ни один другой игрок не знал так много о футболе и его методах, как этот мой старый друг.
В 1896 году «Дерби Каунти» организовал благотворительный матч в честь Гудолла. В нём «Дерби Каунти» сыграл против команды лучших футболистов-любителей в Англии. Сборы после матча составили 277 фунтов, что было эквивалентно почти двум годовым зарплатам профессионального футболиста в конце XIX века.
Гудолл играл за «Дерби Каунти» до 1900 года, сыграв в общей сложности 238 матчей и забив 85 голов. В 1900 году он перешёл в клуб «Нью-Брайтон Тауэр». Провёл за команду 6 матчей и забил 2 мяча, однако клуб испытывал финансовые трудности, и в том же году Гудолл перешёл в «Глоссоп». В «Глоссопе» Джон провёл три сезона, сыграв в 35 матчах и забив 8 мячей в лиге. В 1903 году перешёл в «Уотфорд», где стал играющим тренером, а также первым главным тренером в истории команды. Продолжал выходить на поле до 1907 года. 14 сентября 1907 года вышел на поле в матче Южной лиги против «Брэдфорд Парк Авеню» в возрасте 44 лет и 87 дней, став самым возрастным игроком «Уотфорда» в истории клуба.
После ухода из «Уотфорда» в 1910 году играл за французский «Рубе» и валлийский «Марди».

## Карьера в сборной
4 февраля 1888 года Гудолл дебютировал в составе национальной сборной Англии в игре против Уэльса, отметившись забитым мячом. Выступал за сборную Англии на протяжении десяти лет, сыграв 14 матчей (три из них — с капитанской повязкой) и забив 12 мячей. За сборную играл на позициях центрфорварда, правого и левого инсайдов.

## Тренерская карьера
В 1903 году Гудолл принял предложение клуба Южной лиги «Уотфорд», став его главным тренером, при этом продолжая оставаться футболистом.
В сезоне 1903/04 помог «Уотфорду» выиграть 2-й дивизион Южной лиги, пройдя сезон без поражений. Гудолл продолжал сам выходить на поле до 1907 года. Тренировал «Уотфорд» до 1910 года.
В 1910 году стал играющим тренером французского клуба «Рубе». В 1913 году перешёл в валлийский «Марди», где также был играющим тренером.

## Крикет
Гудолл играл в крикет за крикетный клуб графства Дербишир. В 1895 году он дебютировал за клуб в игре против крикетного клуба графства Йоркшир.

## После завершения карьеры
После завершения карьеры был смотрителем стадиона «Уотфорда», «Кассио Роуд». В дальнейшем вёл довольно безденежное существование. Жил в Уотфорде с женой и шестью детьми. Держал ручных лисиц, которых выгуливал на поводке по городу.
Кроме футбола и крикета Гудолл также неплохо играл в кёрлинг и бильярд.
Умер в Уотфорде в мае 1942 года. Похоронен на северном кладбище Уофторда в безымянной могиле.

## Достижения
Престон Норт Энд
- Чемпион Англии: 1888/89
- Обладатель Кубка Англии: 1889

Сборная Англии

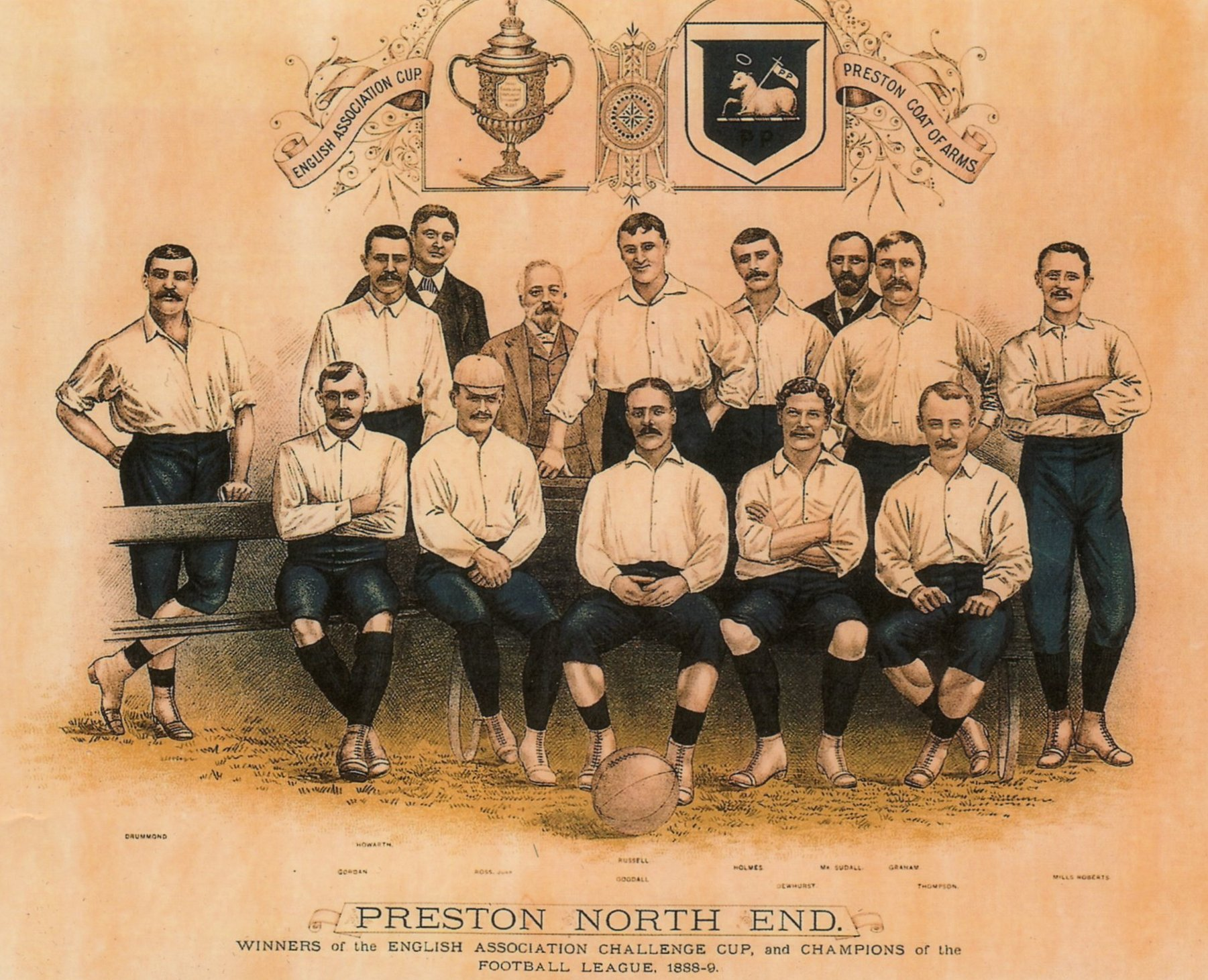
«Престон Норт Энд» в 1889 году. Гудолл сидит в центре

- Победитель Домашнего чемпионата Британии (6): 1888, 1891, 1892, 1893, 1895, 1898

## Тренерская статистика
| Команда | Начало работы | Завершение работы | Показатель | Показатель | Показатель | Показатель | Показатель |
| Команда | Начало работы | Завершение работы | М          | В          | Н          | П          | % побед    |
| ------- | ------------- | ----------------- | ---------- | ---------- | ---------- | ---------- | ---------- |
| Уотфорд | Май 1903      | Май 1910          | 253        | 91         | 64         | 98         | 035,97     |
| Итого   | Итого         | Итого             | 144        | 61         | 33         | 50         | 042,36     |